# 張寅 (康熙進士)
張寅（1670年—？），山東濟南府濱州（今山東省濱縣）人，清朝政治人物、進士出身。

## 生平
康熙四十五年，登進士。康熙五十三年，授陝西西安府盩厔縣知縣。雍正二年，任禮部儀制清吏司主事。